# Seznam dílů seriálu Zvrhlé panství
Toto je seznam dílů seriálu Zvrhlé panství.

## Přehled řad
| Řada | Díly | Premiéra v USA  | Premiéra v USA  | Premiéra v ČR     | Premiéra v ČR   |
| Řada | Díly | První díl       | Poslední díl    | První díl         | Poslední díl    |
| ---- | ---- | --------------- | --------------- | ----------------- | --------------- |
| 1    | 10   | 23. června 2015 | 25. srpna 2015  | 15. července 2016 | 16. září 2016   |
| 2    | 11   | 15. června 2016 | 24. srpna 2016  | nebylo vysíláno   | nebylo vysíláno |
| 3    | 11   | 23. ledna 2018  | 20. března 2018 | nebylo vysíláno   | nebylo vysíláno |

## Seznam dílů

### První řada (2015)
| Č. v seriálu | Č. v řadě | Původní název            | Český název           | Režie         | Scénář                          | Premiéra v USA    | Premiéra v ČR     |
| ------------ | --------- | ------------------------ | --------------------- | ------------- | ------------------------------- | ----------------- | ----------------- |
| 1            | 1         | The Party of the Century | —                     | Jeremy Konner | Natasha Leggero a Riki Lindhome | 23. června 2015   | 15. července 2016 |
| 2            | 2         | Divorce                  | Rozvod                | Jeremy Konner | Natasha Leggero a Riki Lindhome | 30. června 2015   | 22. července 2016 |
| 3            | 3         | Funeral                  | Pohřeb                | Jeremy Konner | Natasha Leggero a Riki Lindhome | 7. července 2015  | 29. července 2016 |
| 4            | 4         | Pageant                  | Průvod                | Jeremy Konner | Natasha Leggero a Riki Lindhome | 14. července 2015 | 5. srpna 2016     |
| 5            | 5         | Senate                   | Senát                 | Jeremy Konner | Guy Branum                      | 21. července 2015 | 12. srpna 2016    |
| 6            | 6         | Lillian's Birthday       | Lillianiny narozeniny | Jeremy Konner | Jeremy Konner                   | 28. července 2015 | 19. srpna 2016    |
| 7            | 7         | Switcheroo Day           | Den změn              | Jeremy Konner | Moshe Kasher                    | 4. srpna 2015     | 26. srpna 2016    |
| 8            | 8         | Dog Dinner Party         | Psí večírek           | Jeremy Konner | Laura Krafft                    | 11. srpna 2015    | 2. září 2016      |
| 9            | 9         | Reject's Beach           | Odmítnuta z pláže     | Jeremy Konner | Moshe Kasher                    | 18. srpna 2015    | 9. září 2016      |
| 10           | 10        | Modern Pigs              | Moderní prase         | Jeremy Konner | Natasha Leggero a Riki Lindhome | 25. srpna 2015    | 16. září 2016     |

### Druhá řada (2016)
| Č. v seriálu | Č. v řadě | Původní název             | Český název | Režie         | Scénář                                         | Premiéra v USA    | Premiéra v ČR   |
| ------------ | --------- | ------------------------- | ----------- | ------------- | ---------------------------------------------- | ----------------- | --------------- |
| 11           | 1         | Tubman                    |             | Jeremy Konner | Jen Statsky                                    | 15. června 2016   | nebylo vysíláno |
| 12           | 2         | Annulment                 |             | Jeremy Konner | Natasha Leggero a Riki Lindhome                | 22. června 2016   | nebylo vysíláno |
| 13           | 3         | The Prince and the Pauper |             | Jeremy Konner | Natasha Leggero a Riki Lindhome                | 29. června 2016   | nebylo vysíláno |
| 14           | 4         | Trial of the Century      |             | Jeremy Konner | Moshe Kasher                                   | 6. července 2016  | nebylo vysíláno |
| 15           | 5         | Roosevelt                 |             | Jeremy Konner | Jeremy Konner                                  | 13. července 2016 | nebylo vysíláno |
| 16           | 6         | Servants' Disease         |             | Jeremy Konner | Krister Johnson                                | 20. července 2016 | nebylo vysíláno |
| 17           | 7         | Harvard                   |             | Jeremy Konner | Natasha Leggero a Riki Lindhome                | 27. července 2016 | nebylo vysíláno |
| 18           | 8         | Joplin                    |             | Jeremy Konner | Moshe Kasher                                   | 3. srpna 2016     | nebylo vysíláno |
| 19           | 9         | Lillian's Wedding         |             | Jeremy Konner | Natasha Leggero a Riki Lindhome                | 10. srpna 2016    | nebylo vysíláno |
| 20           | 10        | The Duel                  |             | Jeremy Konner | Jeremy Konner                                  | 17. srpna 2016    | nebylo vysíláno |
| 21           | 11        | Lillian Is Dead           |             | Jeremy Konner | Natasha Leggero, Riki Lindhome a Jeremy Konner | 24. srpna 2016    | nebylo vysíláno |

### Třetí řada (2018)
| Č. v seriálu | Č. v řadě | Původní název          | Český název | Režie         | Scénář                                             | Premiéra v USA  | Premiéra v ČR   |
| ------------ | --------- | ---------------------- | ----------- | ------------- | -------------------------------------------------- | --------------- | --------------- |
| 22           | 1         | Congress               |             | Jeremy Konner | Jeremy Konner                                      | 23. ledna 2018  | nebylo vysíláno |
| 23           | 2         | Séance                 |             | Jeremy Konner | Moshe Kasher                                       | 30. ledna 2018  | nebylo vysíláno |
| 24           | 3         | Olympics               |             | Jeremy Konner | Natasha Leggero a Riki Lindhome                    | 6. února 2018   | nebylo vysíláno |
| 25           | 4         | The Love Boat          |             | Jeremy Konner | Natasha Leggero a Riki Lindhome                    | 13. února 2018  | nebylo vysíláno |
| 26           | 5         | Masquerade             |             | Jeremy Konner | Natasha Leggero a Riki Lindhome                    | 20. února 2018  | nebylo vysíláno |
| 27           | 6         | Shady Acres            |             | Jeremy Konner | Jeremy Konner                                      | 27. února 2018  | nebylo vysíláno |
| 28           | 7         | Sex Nickelodeon        |             | Jeremy Konner | Natasha Leggero a Riki Lindhome                    | 6. března 2018  | nebylo vysíláno |
| 29           | 8         | Lucky Chang's          |             | Jeremy Konner | David Parker                                       | 13. března 2018 | nebylo vysíláno |
| 30           | 9         | Little Orphan Garfield |             | Jeremy Konner | Michael Ian Black                                  | 13. března 2018 | nebylo vysíláno |
| 31           | 10        | Commodore Returns      |             | Jeremy Konner | Natasha Leggero a Riki Lindhome                    | 20. března 2018 | nebylo vysíláno |
| 32           | 11        | President Bellacourt   |             | Jeremy Konner | Natasha Leggero, Riki Lindhome a Michael Ian Black | 20. března 2018 | nebylo vysíláno |